# Veliki Dubovik (Republika Serbska)
Veliki Dubovik (cyr. Велики Дубовик) – wieś w Bośni i Hercegowinie, w Republice Serbskiej, w gminie Krupa na Uni. W 2013 roku liczyła 28 mieszkańców.